# Dušan Kuzma
Dušan Kuzma (17. března 1927 – 17. června 2008) byl slovenský architekt, pedagog a zasloužilý umělec. Je autorem Památníku SNP v Banské Bystrici.

## Život
Narodil se Michalu Kuzmovi, řediteli školy a Eleně Kuzmové, ženě v domácnosti. Architekturu začal studovat na FA SVŠT v Bratislavě, kde byl postupně pod pedagogickým dohledem Eugena Kramára, Emila Belluše a Vladimíra Karfíka. V době svého studia pobýval na prázdninové praxi u Auguste Perreta, kde se věnoval především tématu – programové tvořivé směřování k organické architektuře a její syntéza s výtvarným uměním.
Vysokoškolské studium úspěšně ukončil v roce 1952. Další dva roky působil na FA SVŠT jako odborný asistent prof. Emila Belluše. V letech 1954-1960 pracoval ve státní správě jako vedoucí odboru architektúry a výstavby. Od roku 1960 byl vedoucím katedry architektury na VŠVU v Bratislavě, kterou on sám založil. V době své tvorby a pedagogické kariéry na VŠVU programově sledoval spojení architektury s výtvarným uměním. Ve vlastní sochařské tvorbě se sochařsky tvarovanými objemy usiloval o to, jako sám říkal, „dať architektúre určitú zdielnosť“ (česky:"dát architektuře určitou sdílnost"). Nevyhýbal se však ani spolupráci s výtvarníky. Nejvýrazněji se jeho vztah ke skulpturálním formám a tužba po expresivnější řeči architektury projevily právě na jeho nejvýznamnějším díle, na Památníku SNP v Banské Bystrici. Toto jedinečné brutalistické dílo vytvořil společně se sochařem Jozefem Jankovičem. Kromě Jankoviče spolupracoval s Antonem Cimmermannem, s Jánem Kulichem a mnohými dalšími architekty a umělci. Patří ke slovenským architektům, kteří se významně přičinili k formování kvalitní slovenské architektury především v období československého socialismu.

## Vzdělání
FA SVŠT, 1952 – profesoři: Eugen Kramár, Emil Belluš, Emanuel Hruška, Vladimír Karfík

## Zaměstnání
Autorizovaný architekt a pedagog
- 1952–1954 FA SVŠT, asistent prof. Emila Belluša
- 1954–1956 Pověřenictví kultury, vedoucí odboru architektury
- 1956–1960 Slovenský výbor pro výstavbu, vedoucí odboru
- 1960–1990 Vysoká škola výtvarných umění v Bratislavě, vedoucí katedry architektury

## Díla
- 1954 Náhrobek Jána Levoslava Belly, Bratislava, (s Ladislavem Majerským)
- 1953–1956 Výskumný úrad zváračský, Bratislava
- 1957 Náhrobok Ferdiša Kostku, Stupava
- 1957 Pomník Andreje Sládkoviče, Krupina, (s Franěm Štefunkem)
- 1963 Bratislavská konzervatoř, Bratislava, ( s Antonem Cimmermannem), soutěž – 1. cena
- 1967 Náhrobek Frica Kafendy, Bratislava
- 1964–1969 Památník SNP v Banské Bystrici, (s Jozefom Jankovičom)
- 1973–1974 Památník SNP v Bratislavě, (s Jánem Kulichem)
- 1962–1975 Nová budova Matice slovenské, Martin, (s Antonem Cimmermannem)
- 1982 Torzo areálu VŠVU, Bratislava

## Ceny
- 1964 Za zásluhy o výstavbu
- 1970 Cena Dušana Jurkoviče
- 1975 Národní cena SR
- 1984 Zasloužilý umělec